# Heteroligus vagabundus
Heteroligus vagabundus är en skalbaggsart som beskrevs av Gilbert John Arrow 1914. Heteroligus vagabundus ingår i släktet Heteroligus och familjen Dynastidae. Inga underarter finns listade i Catalogue of Life.